# 松岡健一 (工学者)
松岡 健一（まつおか けんいち、1940年 - ）は、日本の工学者。工学博士（北海道大学）。元室蘭工業大学学長。室蘭工業大学名誉教授・港立市民大学学長。学校法人天使学園理事長。北海道北見市出身

## 略歴
1962年室蘭工業大学工学部土木工学科を卒業。1964年北海道大学大学院工学研究科博士課程修了。北海道大学工学部助手を経て、1965年北見工業短期大学土木科講師。1966年北見工業大学工学部助教授。1968年室蘭工業大学工学部助教授。1979年同工学部教授。同図書館長を経て、1997年室蘭工業大学学長事務取扱。2002年室蘭工業大学副学長。2004年室蘭工業大学理事。2006年室蘭工業大学12代学長に就任。2009年室蘭工業大学退官。同名誉教授。港立市民大学学長に就任。2015年瑞宝中綬章を受章。2019年学校法人天使学園理事長。

## 研究領域
衝撃力を受ける構造物の動的挙動を研究

## 主要論文
- 能町純雄と共著『層表面にせん断力を受ける多層弾性体の応力解析』（土木学会論文報告集241号, 1975年）
- 能町純雄・坂下正幸と共著『弾性媒体中にある厚肉円筒を伝わる弾性波について』（土木学会論文報告集293号, 1980年）
- 三上浩・岸徳光と共著『低補強筋比RC梁の耐衝撃性』（コンクリート工学年次論文報告集17号, 1995年）
- 『豊田・毎日ビルについて (特集 都市再生2 変貌する都市)』（新都市57号, 2003年）

などがある。